# Sayouba Mandé
Sayouba Mandé (Abiyán, Costa de Marfil, 15 de junio de 1993) es un futbolista marfileño. Se desempeña como guardameta en el Odense BK de la Superliga de Dinamarca.

## Selección nacional
Debutó con la selección marfileña el 5 de marzo de 2014 en un amistoso contra Bélgica.

### Participaciones en Copas del Mundo
| Mundial                        | Sede   | Resultado      | Partidos | Goles |
| ------------------------------ | ------ | -------------- | -------- | ----- |
| Copa Mundial de Fútbol de 2014 | Brasil | Fase de grupos | 0        | 0     |

### Participaciones en Copas Africanas
| Copa                           | Sede              | Resultado      | Partidos | Goles |
| ------------------------------ | ----------------- | -------------- | -------- | ----- |
| Copa Africana de Naciones 2015 | Guinea Ecuatorial | Campeón        | 0        | 0     |
| Copa Africana de Naciones 2017 | Gabón             | Fase de grupos | 0        | 0     |

## Clubes
| Club                 | País      | Año       |
| -------------------- | --------- | --------- |
| → Stabæk IF (cedido) | Noruega   | 2012      |
| Stabæk IF            | Noruega   | 2012-2018 |
| Odense BK            | Dinamarca | 2018-     |

## Palmarés

### Copas internacionales
| Título                    | Selección       | Sede              | Año  |
| ------------------------- | --------------- | ----------------- | ---- |
| Copa Africana de Naciones | Costa de Marfil | Guinea Ecuatorial | 2015 |